# Lakatos Award
Der Lakatos Award ist ein seit 1986 jährlich vergebener Wissenschaftspreis für herausragende Beiträge zur Wissenschaftstheorie. Ausgezeichnet werden Beiträge, die in den vergangenen sechs Jahren in englischer Sprache und Buchform publiziert wurden.
Der Preis wird im Andenken an den Wissenschaftstheoretiker Imre Lakatos von der London School of Economics (LSE) vergeben und ist mit 10.000 £ dotiert. Das Preisgeld wird von der Latsis-Stiftung zur Verfügung gestellt. Mit dem Preis ist eine öffentliche Vorlesung an der LSE verbunden.
Der Preisträger wird vom Direktor der LSE sowie den folgenden Wissenschaftstheoretikern bestimmt: John Worrall, Hans Albert, Nancy Cartwright, Adolf Grünbaum, Philip Kitcher, Alan Musgrave und Michael Redhead.

## Preisträger
- 1986: Bas van Fraassen für The Scientific Image (1980) und Hartry Field Science Without Numbers (1980)
- 1987: Michael Friedman für Foundations of Space-Time Theories und Philip Kitcher für Vaulting Ambition: Sociobiology and the Quest for Human Nature
- 1988: Michael Redhead für Incompleteness, Nonlocality and Realism
- 1989: John Earman für A Primer on Determinism
- 1990: nicht vergeben
- 1991: Elliott Sober für Reconstructing the Past: Parsimony, Evolution, and Interference
- 1992: nicht vergeben
- 1993: Peter Achinstein für Particles and Waves: Historical Essays in the Philosophy of Science (1991) und Alexander Rosenberg für Economics--Mathematical Politics or Science of Diminishing Returns? (1992)
- 1994: Michael Dummett
- 1995: Lawrence Sklar für Physics and Chance: Philosophical Issues in the Foundations of Statistical Mechanics
- 1996: Abner Shimony für The Search for a Naturalistic World View (1993)
- 1997: nicht vergeben
- 1998: Jeffrey Bub für Interpreting the Quantum World und Deborah Mayo für Error and the Growth of Experimental Knowledge
- 1999: Brian Skyrms für Evolution of the Social Contract (1996)
- 2000: nicht vergeben
- 2001: Judea Pearl für Causality: Models, Reasoning and Inference (2000)
- 2002: Penelope Maddy für Naturalism in Mathematics (1997)
- 2003: Patrick Suppes für Representation and Invariance of Scientific Structures (2002)
- 2004: Kim Sterelny für Thought in a Hostile World: The Evolution of Human Cognition (2003)
- 2005: James Woodward für Making Things Happen (2003)
- 2006: Harvey Brown für Physical Relativity: Space-time Structure from a Dynamical Perspective (2005) und Hasok Chang für Inventing Temperature: Measurement and Scientific Progress (2004)
- 2007: nicht vergeben
- 2008: Richard Healey für Gauging What’s Real: the conceptual foundations of contemporary gauge theories (2007)
- 2009: Samir Okasha für Evolution and the Levels of Selection (2006)
- 2010: Peter Godfrey-Smith für Darwinian Populations and Natural Selection (2009)
- 2011: nicht vergeben
- 2012: Wolfgang Spohn für The Laws of Belief: Ranking Theory and its Philosophical Implications (2012)
- 2013: Laura Ruetsche für Interpreting Quantum Theories (2011) und David Wallace für The Emergent Multiverse (2012)
- 2014: Gordon Belot für Geometric Possibility (2011) und David Malament für Topics in the Foundations of General Relativity and Newtonian Gravitation Theory (2012).
- 2015: Thomas Pradeu für The Limits of the Self: Immunology and Biological Identity (2012)
- 2016: Brian Epstein für The Ant Trap: Rebuilding the Foundations of the Social Sciences (2015)
- 2017: nicht vergeben
- 2018: Sabina Leonelli für Data-Centric Biology: A Philosophical Study (2016) und Craig Callender für What Makes Time Special? (2017)
- 2019: Henk W. de Regt für Understanding Scientific Understanding (2017)
- 2020: Nicholas Shea für Representation in Cognitive Science (2018)
- 2021: Anya Plutynski für Explaining Cancer (2018)
- 2022: Catarina Dutilh Novaes für The Dialogical Roots of Deduction (2020).
- 2023: Michela Massimi für Perspectival Realism (2022)
- 2024: Carl Hoefer für Chance in the World: A Humean Guide to Objective ChanceI (2019)[1]
- 2025: Mazviita Chirimuuta für The Brain Abstracted: Simplification in the History and Philosophy of Neuroscience (2024)[2]